# Charles Oscar Paullin
Charles Oscar Paullin (* 20. Juli 1869 in Ohio; † 1. September 1944 in Washington, D.C.) war ein US-amerikanischer Historiker mit dem Spezialgebiet United States Navy.

## Leben und Wirken
Paullin wuchs im Greene County in Ohio auf. 
Zwischen 1890 und 1893 studierte er am Antioch College in Yellow Springs (Ohio) und wechselte gleich im Anschluss daran an das Union Christian College in Merom (Indiana). Dort konnte er im Herbst 1893 sein Studium erfolgreich abschließen und bekam sofort im Anschluss daran einen Lehrauftrag für Mathematik am Key Mar College in Hagerstown (Maryland) den er bis Frühjahr 1894 innehatte. Daraufhin ging für ein weiteres Jahr an die Johns Hopkins University (Baltimore).
1896 bekam Paullin eine Anstellung beim U.S. Naval Hydrographic Office und hatte dieses Amt bis 1900 inne. In diesem Jahr verließ Paullin die Navy und begann an der University of Chicago zu promovieren; einer seiner Dozenten war dabei der Historiker John Franklin Jameson. 1904 erlangte er mit seiner Dissertation „The Navy of the American Revolution“ den Dr. phil.
Zwischen 1905 und 1918 hielt Paullin an der George Washington University Vorlesungen über die Geschichte der U.S. Marine. 1910 berief man ihn als Historiker an das Carnegie Institution for Science und ab dem darauffolgenden Jahr hatte er denselben Lehrauftrag an der Johns-Hopkins-Universität inne.
1936 gab Paullin alle Ämter zurück und verabschiedete sich in den Ruhestand. Er starb am 1. September 1944 in Washington, D.C. und fand seine letzte Ruhestätte auf dem Rock Creek Cemetery.

## Ehrungen
- 1932 Loubat Prize für Atlas of the Historical Geography of the United States

## Schriften (Auswahl)

### Als Autor
Aufsätze
- The naval administration of the Southern States during the revolution. In: The Sewanee Review, Bd. 10 (1902), Heft 4, S. 418–428, ISSN 0037-3052
- Services of Commodore John Rodgers in the war of 1812. 1812–1815. In: U.S. Naval Institute Proceedings, Bd. 35 (1909) Nr. 2.
- President Lincoln and the Navy. In: The American Historical Review, Bd. 14 (1909), Heft 2, S. 284–303, ISSN 0002-8762

Bücher
- The Navy of the American Revolution. Ita administration, its policy and its achievements. Haskell House, New York 1971, ISBN 0-8383-1130-X (zugl. Dissertation, University of Chicago, EA Chicago 1906)
- Commodore John Rodgers. Captain, Commodore, and senior officer of the American Navy. 1773–1883. Arno Press, New York 1980, ISBN 0-405-13049-X (EA Cleveland 1910).
- Diplomatic negotiations of American Naval Officers. 1778–1883 (Albert Shaw Lectures on Diplomatic History; 1911). Peter Smith Press, Gloucester, Mass. 1967 (EA Baltimore 1912).
- Guide to the materials in London Archives for the history of the United States since 1783. CIS, Washington, D.C. 1914 (zusammen mit Frederic L. Paxson)
- John K. Wright (Hrsg.): Atlas of the historical geography of the United States. Greenwood Press, Westport, Conn. 1975, ISBN 0-8371-8208-5 (EA New York 1932).
- Arnold S. Lott (Hrsg.): American voyages to the Orient. 1690–1865. An account of merchant and naval activities in China, Japan and the various Pacific Islands. US Naval Institute, Annapolis, Md. 1972, ISBN 0-87021-072-6 (EA Washington, D.C. 1940)

### Als Herausgeber
- The battle of Lake Erie. A collection of documents. Rowfant Club, Cleveland, Ohio 1918.
- Out-Letters of the Continental Marine Committee and Board of Admiralty. August 1776 - September 1780 (Publications of the Naval History Society; 4). De Vinne Press, New York 1914
- European treaties bearing on the history of the United States and its dependencies ... CIS, Washington, D.C. 1917/37 (4 Bde.)

1. Bis 1648. 1917.
2. 1650–1697. 1927.
3. 1698–1715. 1934.
4. 1716–1815. 1937.